# Hadena paghmana
Hadena paghmana är en fjärilsart som beskrevs av Brandt 1947. Hadena paghmana ingår i släktet Hadena och familjen nattflyn. Inga underarter finns listade i Catalogue of Life.